# 1980 en basket-ball
Chronologie du basket-ball
1979 en basket-ball - 1980 en basket-ball - 1981 en basket-ball
Les faits marquants de l'année 1982 en basket-ball.

## Récompenses des joueurs enNBA

### Meilleur joueur de la saison régulière  (MVP)
| - Kareem Abdul-Jabbar, Los Angeles Lakers |

### Meilleur joueur de la finale NBA
| - Magic Johnson, Los Angeles Lakers |

## Naissances
- 6 juillet : Pau Gasol